# Beersheba Springs
Beersheba Springs és una població dels Estats Units a l'estat de Tennessee. Segons el cens del 2000 tenia 553 habitants.

## Demografia
Segons el cens del 2000, Beersheba Springs tenia 553 habitants, 232 habitatges, i 168 famílies. La densitat de població era de 43,5 habitants/km².
Dels 232 habitatges en un 28% hi vivien nens de menys de 18 anys, en un 59,5% hi vivien parelles casades, en un 10,8% dones solteres, i en un 27,2% no eren unitats familiars. En el 23,7% dels habitatges hi vivien persones soles el 9,5% de les quals corresponia a persones de 65 anys o més que vivien soles. El nombre mitjà de persones vivint en cada habitatge era de 2,38 i el nombre mitjà de persones que vivien en cada família era de 2,82.
Per edats la població es repartia de la següent manera: un 21,7% tenia menys de 18 anys, un 7,2% entre 18 i 24, un 26% entre 25 i 44, un 26,8% de 45 a 60 i un 18,3% 65 anys o més.
L'edat mediana era de 42 anys. Per cada 100 dones de 18 o més anys hi havia 95 homes.
La renda mediana per habitatge era de 22.045 $ i la renda mediana per família de 26.250 $. Els homes tenien una renda mediana de 27.083 $ mentre que les dones 20.000 $. La renda per capita de la població era de 13.691 $. Entorn del 26,9% de les famílies i el 32,5% de la població estaven per davall del llindar de pobresa.

## Poblacions més properes
El següent diagrama mostra les poblacions més properes.